# 教育监
教育监（：／）是指韩国地方政府选举产生的教育领导人，负责指导和监督教育政策的实施。
每个地方的教育监领导着地区内的教育系统，包括小学、中学和地方政府设立的教育机构等。教育监不仅是教育政策的执行者，还负责协调地方教育的资金分配、课程设置等事务。在韩国，教育监的选举通常为每四年一次，由地方选民直接选举产生。为了协助教育监，还设有副教育监，由教育部长官根据教育监的推荐提名，经国务总理，再由总统任命。教育监可以在教育委员的同意下独立编制预算，并可征收教育税用于改善教育状况。此外，总统或国会议员对教育监的政策干涉权限有限。
这一职务类似于其他国家的教育部长或学区负责人，在韩国，教育监对教育改革和政策有较大的影响力，尤其是在地方层面，直接影响学生的教育质量和学区的资源分配。

## 演变与现状
自1991年开始的第一届教育监，其资格标准要求拥有20年以上的教育经历或教育专业人员经历，或两者合计20年以上的相关经历。而1995年开始的第二届教育监，资格标准则是需要有15年以上的教育或教育公务员的教育行政经历，或两者合计15年以上的经历。
目前，资格要求已大幅缩短，教育经历或教育行政经历的标准调整为5年以上，以便引进更具创新精神的人才。

#### 学校运营委员会委员选举教育监
1991年，各广域自治团体的议会成立，地方议会正式举办了教育委员会的选举，选举出的教育委员会也相应举办了教育监的选举。
1995年，随着各学校设立了学校运营委员会，为了提高学校运营委员会委员的地位，赋予他们教育委员和教育监的选举权。从这时起，开始了人们熟知的“体育馆选举”。但由于只有少数人能选举教育监，代表性不足，加之教育监选举过程中出现了幕后协议、贿赂等各种弊端。为了防止这些问题，各地方虽然多次尝试扩大选举团，但即便增加选举人数，也存在少数人选举的局限性。因此，最终决定引入教育监直选制。

#### 居民直选制的引入
随着地方自治制度的扩大，自2007年釜山广域市教育监选举起，改为居民直接选举。由于2006年12月30日进行了法案修订，直到2009年，教育监选举仍按原教育监任期结束前进行选举，因此各地的教育监选举日期也不同。从第5届全国统一地方选举起，教育监选举与地方自治团体的任期同步，取消了单独的教育监选举。

#### 选举
在选举方面，教育监没有政党和候选编号，候选人通常根据政治立场分为保守派、中间派或进步派。选票与其他职位的不同，采用竖写的格式。若要参选，候选人必须在地方选举12个月前退出政党。此外，自2010年以来，全国各地的教育监选举均实行直选制。
在教育监初期选举时，投票率较低，即便投票率较高时也往往是借其他选举的热度。例如，投票率最低的例子是京畿道教育监选举，投票率仅有12.3%，但进步派候选人金相坤依然当选。这导致在2008年首尔教育监选举中，江南三区的补习班相关人士给了孔正泽候选人压倒性投票，最终使其得票率达到了75%。这样的得票率在对手没有重大缺陷的情况下几乎难以实现。